# Przeklęte wzgórza
Przeklęte wzgórza (ang. Halls of Montezuma) – amerykański film wojenny z 1951 roku w reżyserii Lewisa Milestone’a, dedykowany amerykańskiej piechocie morskiej.

## Fabuła
II wojna światowa na Pacyfiku. Amerykańska piechota morska ląduje na jednej z wysp zajętych przez Japończyków. Jedną z kompanii dowodzi por. Anderson. Amerykanie od razu napotykają na twardy opór fanatycznych obrońców, który dzięki potężnemu wsparciu artylerii okrętowej i lotnictwa oraz broni pancernej udaje się im łatwo przełamać. Problemy zaczynają się, gdy „marines” docierają do gór – nieoczekiwanie trafiają pod silny ostrzał pocisków rakietowych odpalanych gdzieś zza wzgórz. Ponosząc straty Amerykanie zmuszeni są się wycofać. Przygotowują kolejny generalny szturm ze wsparciem lotnictwa. Jednak zanim on nastąpi, muszą poznać lokalizację japońskich wyrzutni. W tym celu ppłk Gilfillan wysyła Andersona wraz z kilkoma ludźmi na patrol celem zdobycia języka. Po wielu perypetiach zwiad Andersona powraca z kilkoma jeńcami, w tym z dwoma oficerami. Nie chcą oni nic mówić, jednak znaleziony przy jednym z nich szkic pozwala ustalić na mapie gdzie znajdują się japońskie wyrzutnie. W rezultacie, na kilka minut przed amerykańskim atakiem, Gilfillan jest w stanie przekazać do sztabu dokładne położenie japońskich wyrzutni. Zmasowany nalot amerykańskiego lotnictwa, wspierający atak piechoty morskiej na wzgórza, niszczy nieprzyjacielskie wyrzutnie, przyczyniając się do jego powodzenia.

## Obsada
- Richard Widmark – por. Anderson
- Jack Palance – Lane
- Reginald Gardiner – sierż. Johnson
- Robert Wagner – Coffman
- Karl Malden – Doc (lekarz kompanii)
- Richard Hylton – Conroy
- Richard Boone – ppłk. Gilfillan
- Skip Homeier – „Przystojniak”
- Don Hick – por. Butterfield
- Jack Webb – Dickerman (korespondent)
- Bert Freed – Slattery
- Neville Brand – sierż. Zelenko
- Martin Milner – Whitney
- Philip Ahn – tłumacz Nomura

i inni.